# Pelargonium candicans
Pelargonium candicans là một loài thực vật có hoa trong họ Mỏ hạc. Loài này được Spreng. mô tả khoa học đầu tiên.